# Îlet du Gosier
De Îlet du Gosier is een onbewoond eiland in het Franse overzeese departement Guadeloupe. Het ligt ongeveer 500 m ten zuiden van Le Gosier op het eiland Grande-Terre. Op het eiland bevindt zich een vuurtoren. Sinds 2003 is het een beschermd natuurgebied.

## Overzicht
Îlet du Gosier is een kleine eilandje tegenover het strand Plage de la Datcha in Le Gosier. Het is een koraalrif dat droog is komen te liggen. Îlet du Gosier is met een veerboot van Le Gosier te bereiken, maar kan ook per kano of kajak worden bereikt, of er kan naar toe worden gezwommen. In het noorden van het eiland bevindt zich een witzandstrand en een bar-restaurant.
In 1852 werd een vuurtoren op het zuidelijk deel van het eiland geplaatst. De huidige vuurtoren dateert van 1928 en is 28 meter hoog. Het geeft iedere 10 seconden 2 rode flitsen. De toren kan worden beklommen en bovenin bevindt zich een observatiedek.
Rondom Îlet du Gosier bevinden zich koraalriffen en een grote diversiteit aan vissoorten. Het eiland wordt daarom veel gebruikt voor snorkelen en duiksport. Bij het eiland ligt een scheepswrak van een sleepboot.
Sinds 2003 is het eigendom van Conservatoire du littoral en is beschermt als biotoop (IUCN categorie IV).

## Galerij

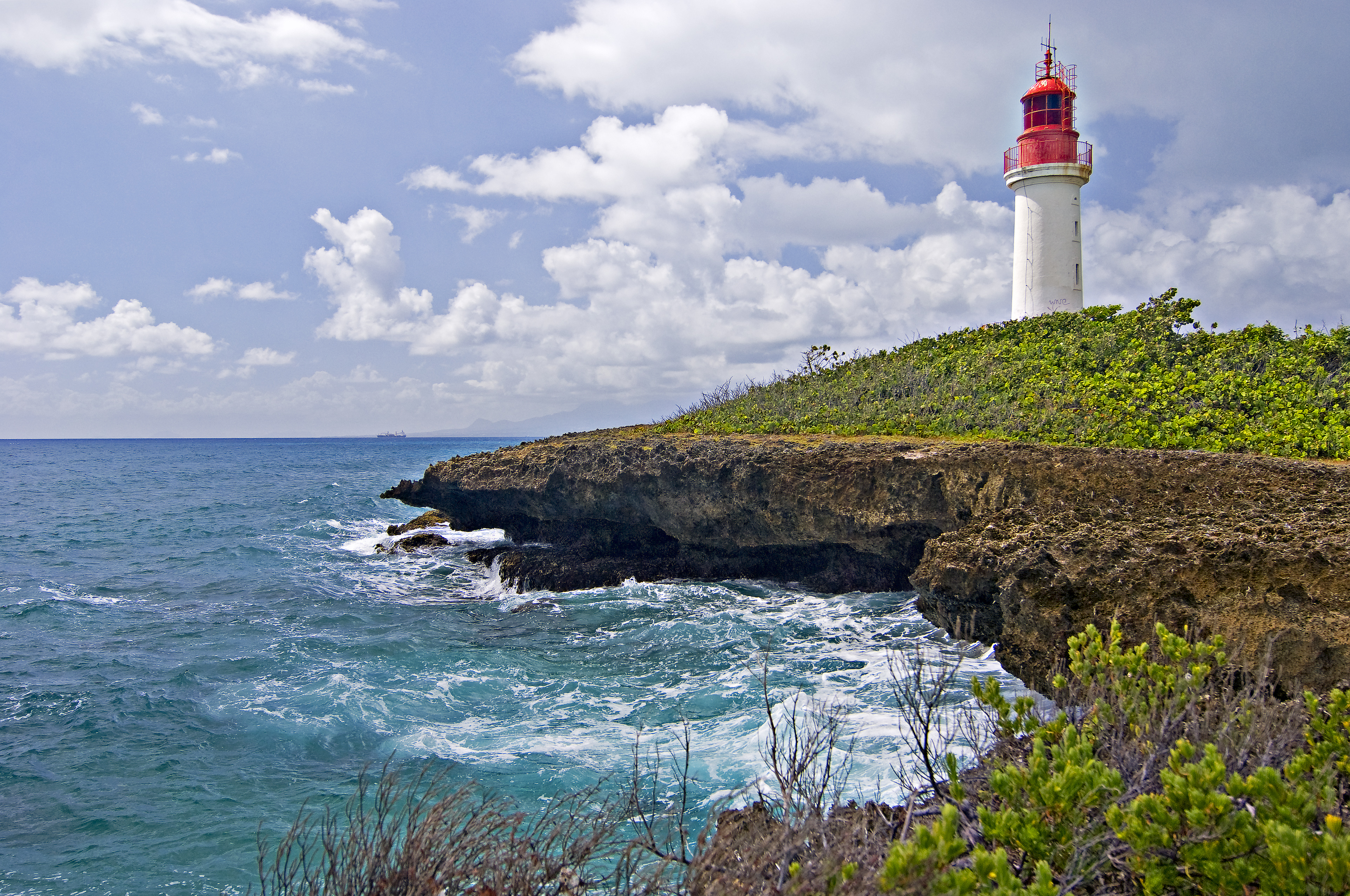
Vuurtoren
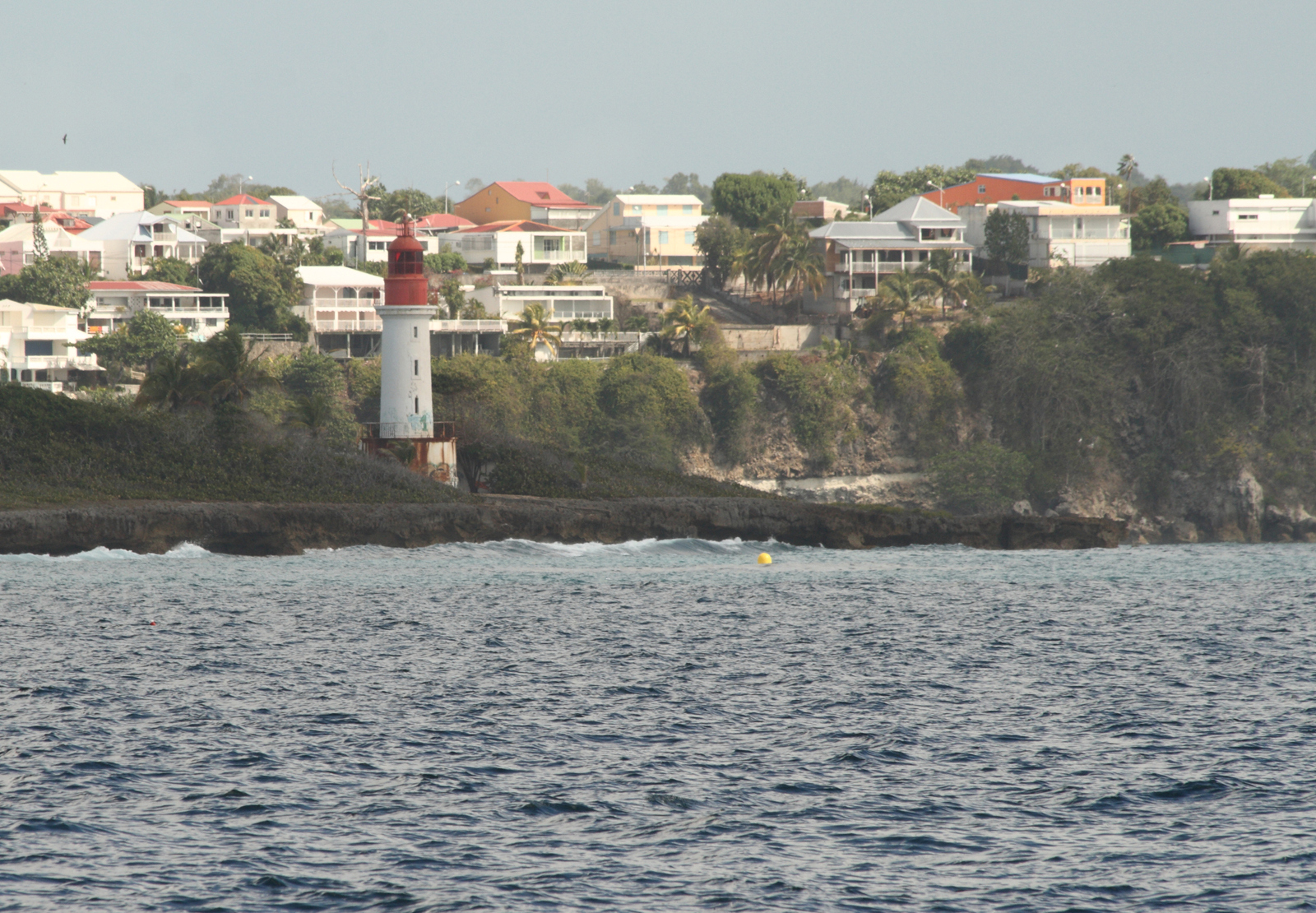
Îlet du Gosier en Le Gosier gezien vanaf de zee
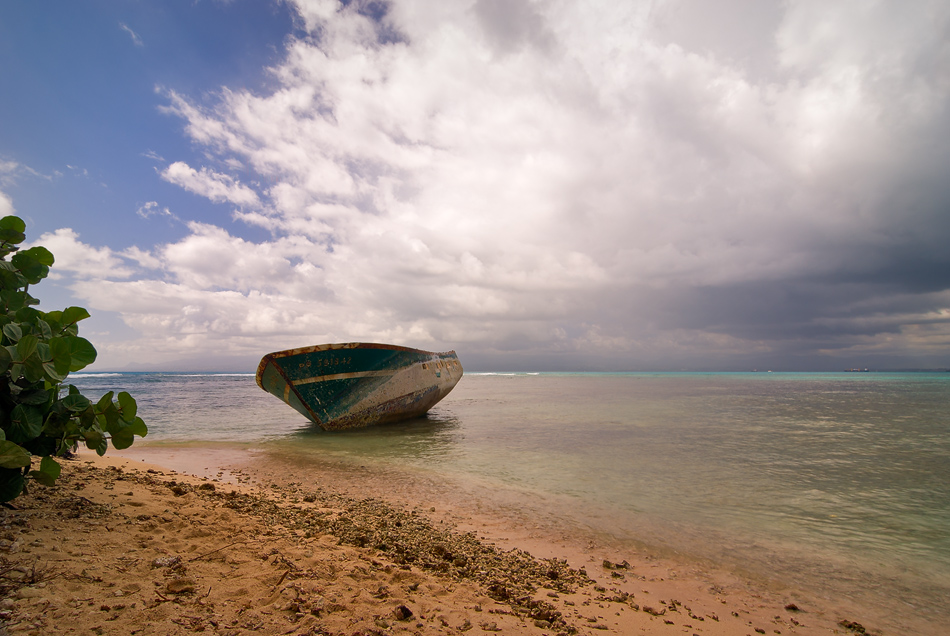
Strand van Îlet du Gosier

Grand-Îlet · Îles de la Petite-Terre · Îlet du Gosier · Nationaal Park Guadeloupe (Grand Cul-de-Sac Marin · Réserve Cousteau)
Basse-Terre (Îlets Pigeon) · Grande-Terre (Îlet du Gosier) · Îles des Saintes (Îlet à Cabrit · Grand-Îlet · Terre-de-Bas · Terre-de-Haut) · La Désirade (Îles de la Petite-Terre) · Marie-Galante